# Antechinus agilis
Antechinus agilis is een roofbuideldier uit het geslacht van de breedvoetbuidelmuizen. De wetenschappelijke naam van de soort werd voor het eerst geldig gepubliceerd door Dickman et al. in 1998.

## Beschrijving
Deze soort lijkt sterk op Stuarts breedvoetbuidelmuis (A. stuartii) en komt daar ook in gedrag mee overeen, maar is genetisch van die soort te onderscheiden. De populaties van A. agilis werden echter lang tot A. stuartii gerekend. Bij Kioloa (New South Wales) en op enkele andere plaatsen komen de twee soorten naast elkaar voor. A. agilis is overigens wel wat kleiner en grijzer van kleur dan A. stuartii. De kop-romplengte bedraagt 80 tot 116 mm, de staartlengte 75 tot 102 mm en het gewicht 16 tot 44 g. Vrouwtjes hebben 6 tot 10 mammae.

## Voorkomen
De soort komt voor in Victoria en het zuiden van New South Wales (Australië), ten zuiden van de Great Dividing Range.
Antechinus adustus · Antechinus agilis · Antechinus argentus · Antechinus arktos · Antechinus bellus · Geelvoetbuidelmuis (Antechinus flavipes) · Antechinus godmani · Antechinus leo · Antechinus mimetes · Antechinus minimus · Antechinus mysticus · Stuarts breedvoetbuidelmuis (Antechinus stuartii) · Antechinus subtropicus · Antechinus swainsonii · Antechinus vandycki